# Düsseldorfer EG

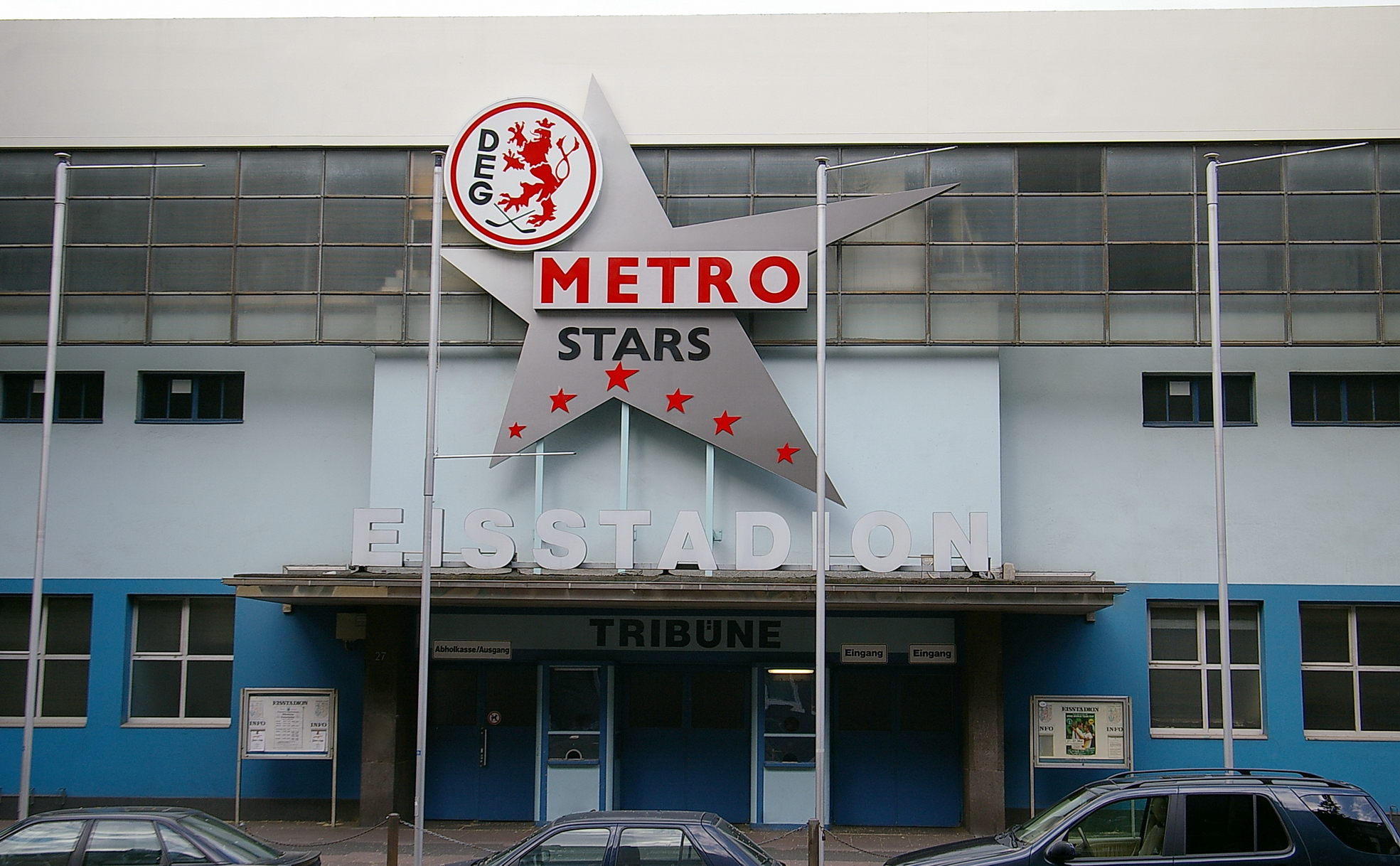
Logo op de gevel van het oude stadion van DEG

De Düsseldorfer Eislauf-Gemeinschaft (DEG) is een ijshockeyteam uit het Duitse Dusseldorf, deelstaat Noordrijn-Westfalen. De DEG komen uit in de Deutsche Eishockey Liga. De club speelt tegenwoordig in de ISS Dome.

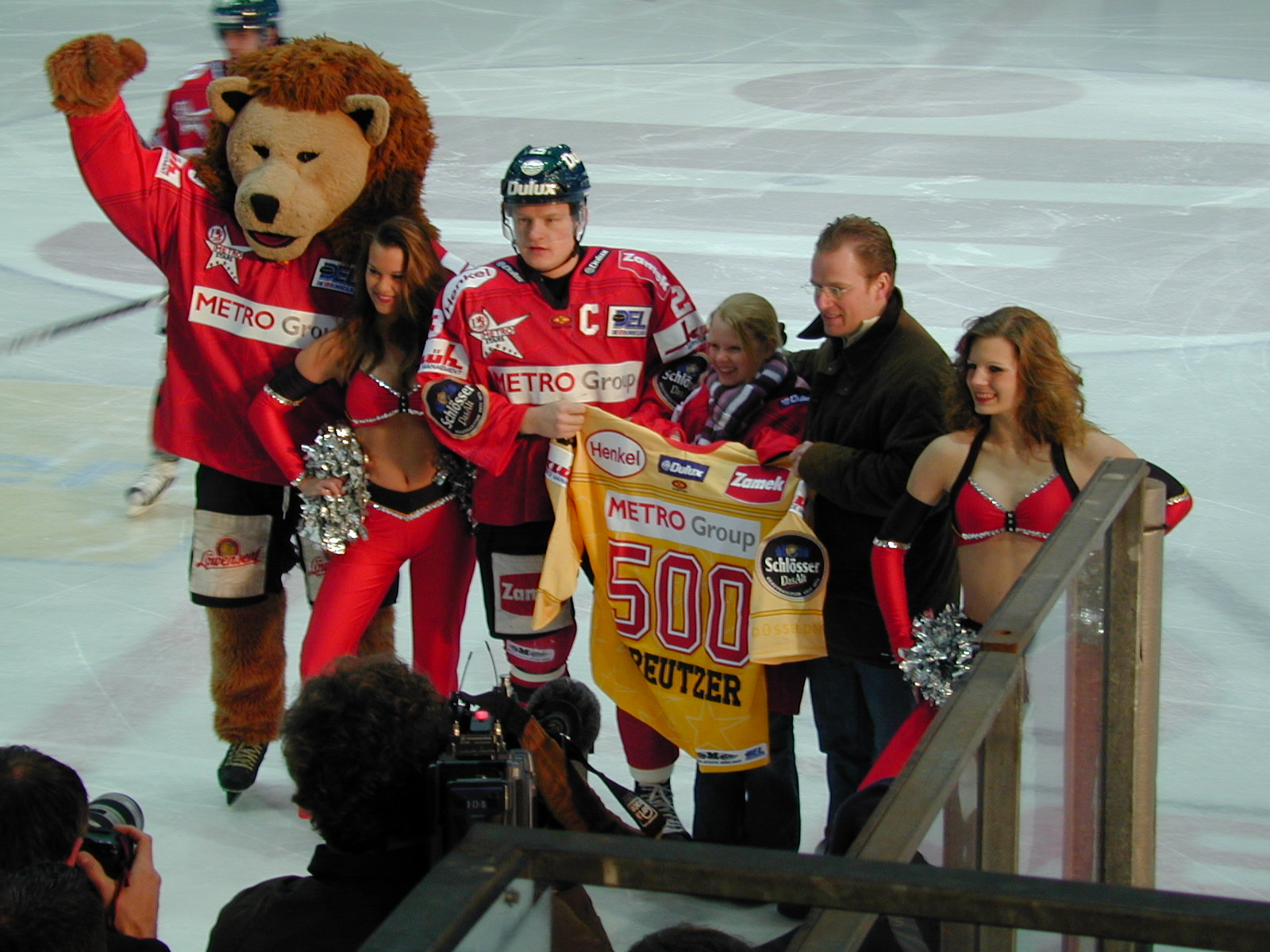
Viering van de 500ste DEL wedstrijd van DEG speler Daniel Kreutzer

## Namen
- Düsseldorfer EG (1935-2001; vanaf 2012)
- DEG Metro Stars (2001 – 2012)

## Prijzen
- Duits kampioen 1967, 1972, 1975, 1990, 1991, 1992, 1993, 1996
- Beker van Duitsland 2006

## Selectie 2020-2021
Bijgewerkt tot 27 december 2020 
| #  | Pos.  | Naam                 | Nationaliteit        |
| -- | ----- | -------------------- | -------------------- |
| XX | Coach | Harold Kreis         | Duitsland Canada     |
| 32 | GK    | Hendrik Hane         | Duitsland            |
| 34 | GK    | Fabian Hegmann       | Duitsland            |
| 30 | GK    | Mirko Pantkowski     | Duitsland            |
| 35 | GK    | Linus Schwarte       | Duitsland            |
| 67 | D     | Bernhard Ebner       | Duitsland            |
| 5  | D     | Nicolas Geitner      | Duitsland            |
| 48 | D     | Nicolas B. Jensen    | Denemarken           |
| 4  | D     | Johannes Johannesen  | Noorwegen            |
| 8  | D     | Marco Nowak          | Duitsland            |
| 51 | D     | Marc-Anthony Zanetti | Canada               |
| 95 | F     | Eugen Alanov         | Kazachstan Duitsland |
| 29 | F     | Alexander Barta      | Duitsland            |
| 21 | F     | Patrick Buzas        | Duitsland            |
| 19 | F     | Matthew Carey        | Canada               |
| 20 | F     | Tobias Eder          | Duitsland            |
| 28 | F     | Alexander Ehl        | Duitsland            |
| 71 | F     | Daniel Fischbuch     | Duitsland            |
| 90 | F     | Jerome Flaake        | Duitsland            |
| 77 | F     | Mathias From         | Denemarken           |
| 15 | F     | Charlie Jahnke       | Duitsland            |
| 9  | F     | Maximilian Kammerer  | Duitsland            |
| 24 | F     | Alexander Karachun   | Polen Duitsland      |
| 40 | F     | Ken Andre Olimb      | Noorwegen            |